# Phragmacossia bozanoi
Phragmacossia bozanoi — вид лускокрилих комах родини червиць (Cossidae). Описаний у 2023 році. Раніше плутали з Phragmataecia albida.

## Назва
Вид названо на честь видатного італійського експерта з палеарктичних Rhopalocera Джана Крістофоро Бозано (Мілан, Італія) за його заслуги в ентомології.

## Поширення
Ендемік Греції. Поширений на Пелопонесі та материковій частині країни на північ до гір Кіферон. Виявлений у кількох місцях, а типове місцезнаходження — поблизу міста Леонідіо в Аркадії (180 м над рівнем моря).